# Kaja Kajzer
Kaja Kajzer (* 31. Januar 2000 in Ljubljana) ist eine slowenische Judoka. Sie war 2021 und 2024 Zweite der Europameisterschaften.

## Sportliche Karriere
Kaja Kajzer kämpft in der Gewichtsklasse bis 57 Kilogramm. 2017 gewann sie ihren ersten Meistertitel, 2019 siegte sie erneut. Ihren dritten Meistertitel erkämpfte sie 2023 in der Gewichtsklasse bis 63 Kilogramm, wobei dieser Start in der höheren Gewichtsklasse in ihrer Karriere die Ausnahme bildete.
Bei den Juniorenweltmeisterschaften 2018 verlor Kajzer im Halbfinale gegen die Japanerin Haruka Funakubo, die Slowenin erkämpfte aber eine Bronzemedaille gegen die Serbin Marica Perišić.
2021 bei den Europameisterschaften in Lissabon besiegte Kajzer im Viertelfinale die Israelin Timna Nelson Levy und im Halbfinale die Französin Sarah Léonie Cysique. Im Finale unterlag Kajzer der Portugiesin Telma Monteiro. Drei Monate später beim Olympiaturnier in Tokio verlor Kajzer im Viertelfinale gegen die Kosovarin Nora Gjakova. Mit einem Sieg über Timna Nelson Levy erreichte Kajzer den Kampf um Bronze, den sie gegen die Kanadierin Jessica Klimkait verlor.
Nachdem Kajzer 2022 und 2023 bei allen internationalen Meisterschaften frühzeitig ausgeschieden war, erreichte sie bei den Europameisterschaften 2024 in Zagreb das Viertelfinale. Mit einem Sieg über Marica Perišić und einem Halbfinalsieg über die Deutsche Pauline Starke kämpfte sich Kajzer ins Finale und verlor dann gegen die Ukrainerin Darja Bilodid. Bei den Olympischen Spielen 2024 in Paris schied Kajzer in ihrem Auftaktkampf aus.